# دراوا
دراوا رودی است به دانوب می‌ریزد. این رود از کشورهای ایتالیا و کرواسی می‌گذرد.

## نگارخانه

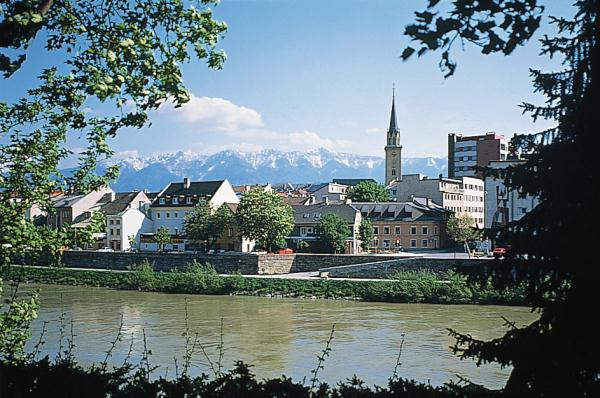
Drau at Villach
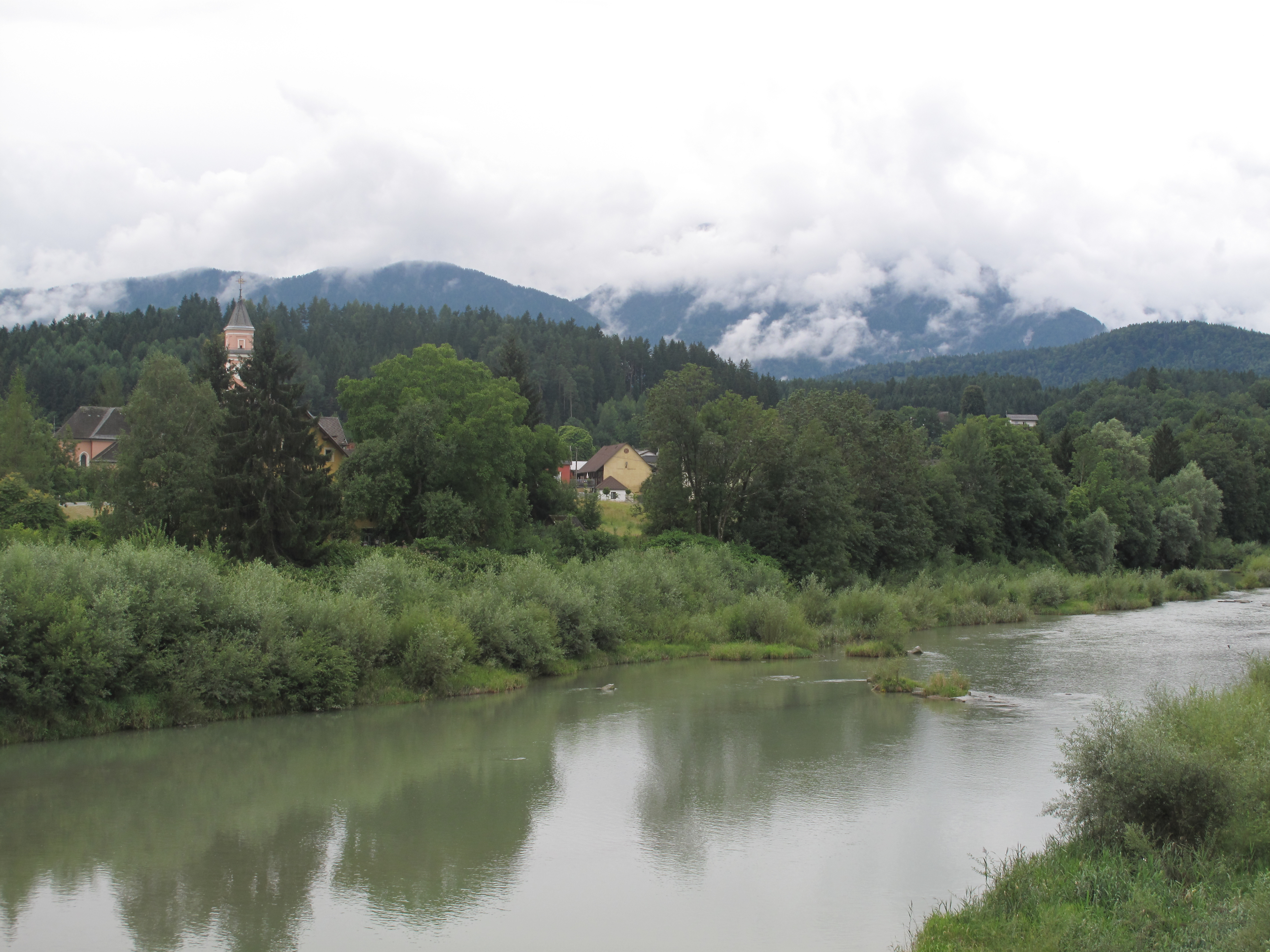
Drau near Rosegg
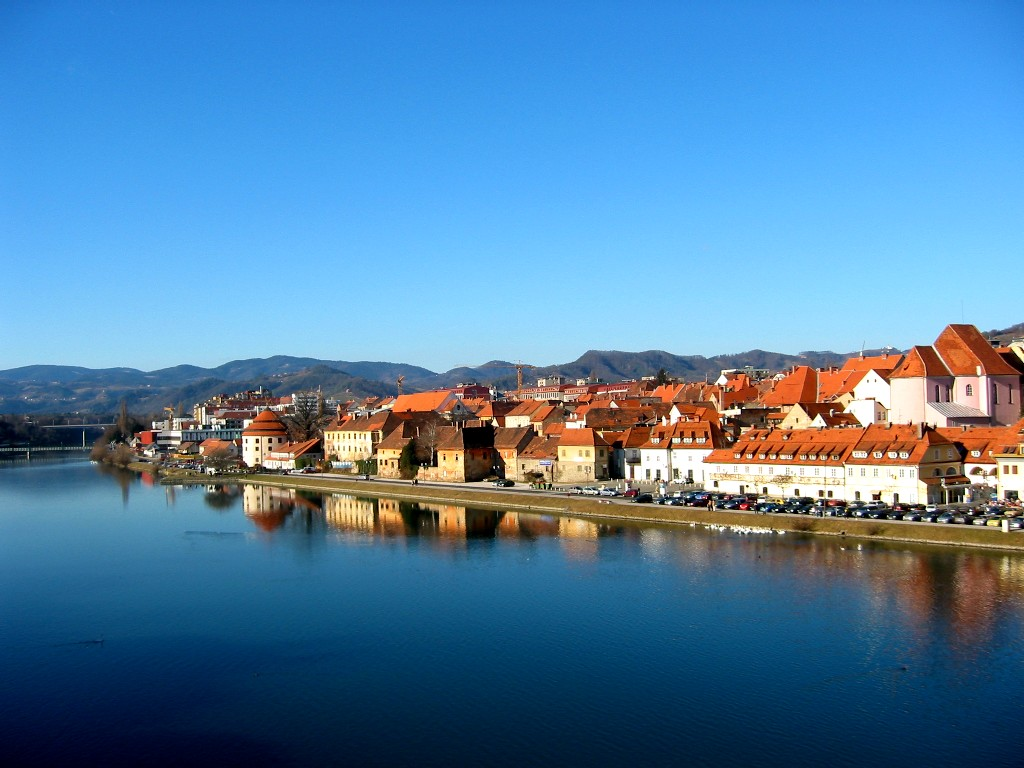
Drava at ماریبور
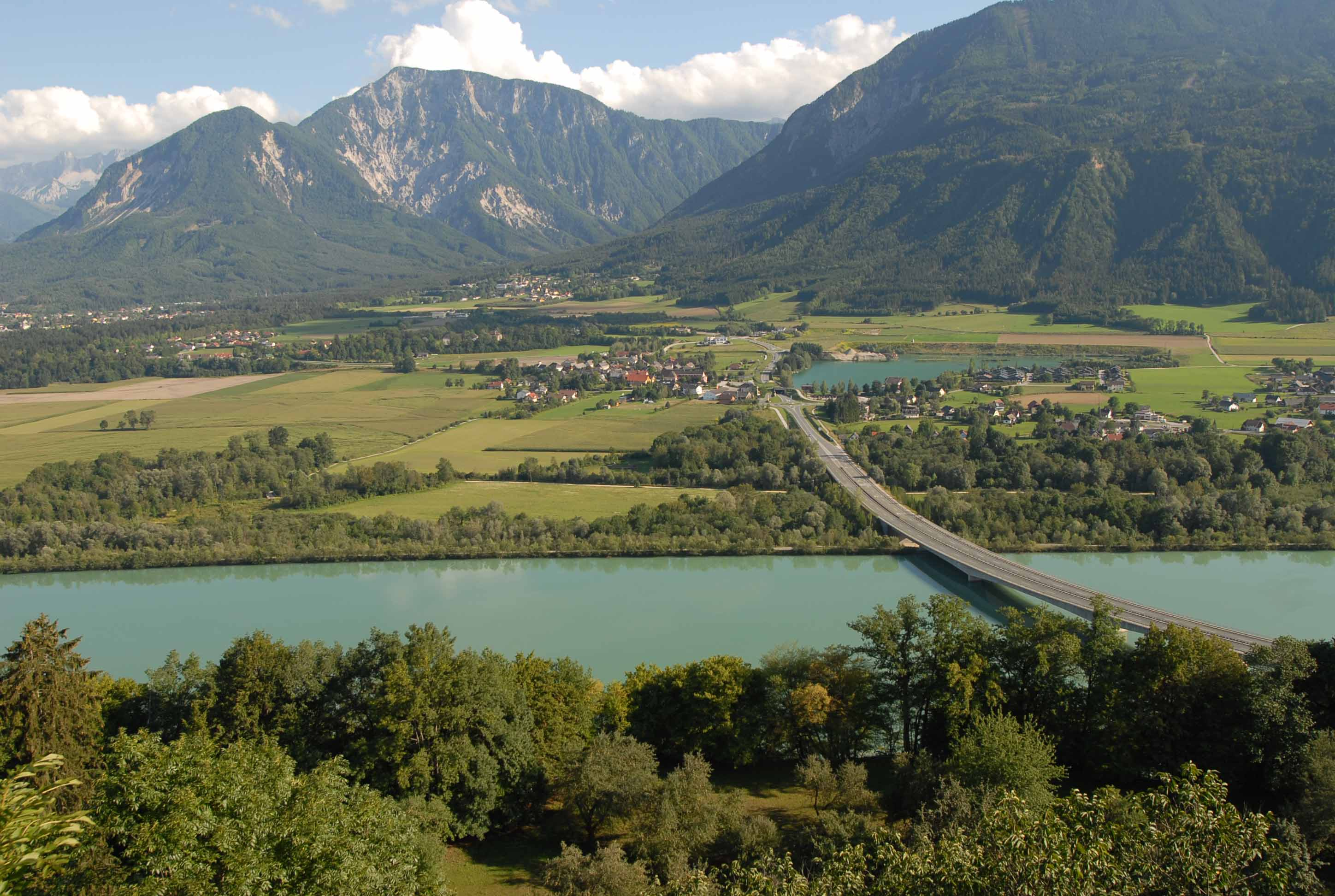
River Drava near کلاگن‌فورت
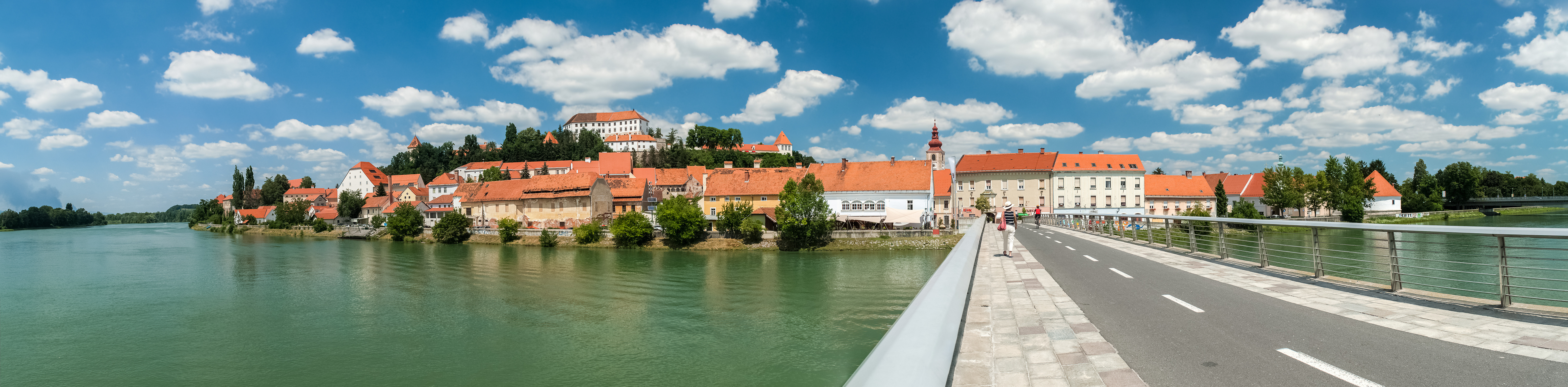
Drava at پتوی